# 基希布拉克
基希布拉克是德国下萨克森州的一个市镇。总面积18.39平方公里，总人口1089人，其中男性547人，女性542人（2011年12月31日），人口密度59人/平方公里。